# Mariposa (Lodovica Comello)
Mariposa è il secondo album discografico della cantante italiana Lodovica Comello, pubblicato nel 2015 dalle etichette discografiche Sony Music, All Entertainment e MAS.

## Il disco
L'album viene annunciato al pubblico il 15 gennaio 2015, indicandone anche le tracce contenute in esso. La maggior parte dei testi sono in lingua spagnola con alcuni in italiano e inglese. L'uscita viene confermata per il 3 febbraio successivo. Il compact disc è stato registrato durante le riprese della terza stagione della telenovela Violetta, in cui la Comello interpreta Francesca, negli studi 3musica a Buenos Aires, nei Good Persian Studio e in Italia al MAS di Milano. La produzione è durata nove mesi, lavorando nella capitale argentina con il suo produttore Fabio Serri di Milano. Infatti, la cantante dichiara "sul set mi portavo il mio quaderno di appunti dove annotavo tutte le cose che mi colpivano per poi farne dei testi. E nei weekend lavoravo all'incisione". Il titolo, Mariposa, significa farfalla: sul titolo la cantante racconta "la farfalla ha le ali, io sto spiegando le mie per la prima volta. E, anch'io, come tutti gli adolescenti mi sono sentita bruco".
Il disco è disponibile in due versioni: quella standard con 12 canzoni e quella deluxe con cinque canzoni in più in italiano. Il primo singolo estratto è Todo el resto no cuenta che viene pubblicato il 30 gennaio e il giorno successivo il video (reso disponibile in Argentina dal 12 febbraio). La traccia Un viaggio intorno al mondo è dedicata al fidanzato della Comello, Tomas Goldschmidt, mentre Historia Blanca è per sua nipote. Il testo di Ci vediamo quando è buio è stato scritto completamente dalla Comello nel periodo a Buenos Aires e con le musiche di Fabio Serri e Daniele Luppino, come la maggior parte delle altre canzoni.
Mariposa viene presentato attraverso il Lodovica World Tour dal 1º febbraio a Roma e con altre date in Italia, Francia, Polonia Spagna e Portogallo in cui tutte le canzoni vengono cantate. Inoltre, tiene alcuni incontri con i fan in alcune città italiane e portoghesi per firmare le copie del disco. È anche ospite per pubblicizzare il disco al programma di Barbara d'Urso Domenica Live, quello di Milly Carlucci Notti sul ghiaccio, alla trasmissione di Alessandro Cattelan, conduttore di E poi c'è Cattelan e a Got Talent Portugal, programma della portoghese RTP1.
Pubblicato in Italia il 3 febbraio, viene anche messo in commercio in Germania, Spagna, Francia, Portogallo, Svizzera, Messico, Argentina, Venezuela, Colombia, Cile e Brasile. In Argentina viene reso disponibile l'11 febbraio, mentre in Polonia è disponibile dal 14 aprile dello stesso anno.
Il compact disc entra nella classifica FIMI alla posizione numero 13, per poi scendere alla 45 dopo una settimana e risalire la settimana successiva alla posizione 19. Resta in classifica per un totale di sei settimane.

## Tracce

### Edizione standard
1. Lodovica Comello – Mi amor pende de un hilo – 3:50 (Fabio Serri, Fabio Zacco, Daniele Luppino, Lodovica Comello)
2. Lodovica Comello – Un viaggio intorno al mondo – 4:05 (Fabio Serri, Daniele Luppino, Lodovica Comello)
3. Lodovica Comello – Todo el resto no cuenta – 3:29 (Fabio Serri, Daniele Luppino, Lodovica Comello)
4. Lodovica Comello – Un posto libero – 4:04 (Massimiliano Eli)
5. Lodovica Comello – Vuelvo – 3:46 (Fabio Serri, Daniele Luppino, Lodovica Comello)
6. Lodovica Comello (feat. Abraham Mateo) – Sin usar palabras – 3:06 (Fabio Serri, Daniele Luppino, Lodovica Comello)
7. Lodovica Comello – We Are Family – 3:37 (Nile Rodgers)
8. Lodovica Comello – No voy a caer – 3:40 (Fabio Serri, Daniele Luppino, Lodovica Comello)
9. Lodovica Comello – La historia – 3:51 (Fabio Serri, Daniele Luppino, Lodovica Comello)
10. Lodovica Comello – Crazy Love – 3:32 (Mattia Bindi, Fabio Serri)
11. Lodovica Comello – Historia blanca – 3:39 (Fabio Serri, Daniele Luppino, Lodovica Comello)
12. Lodovica Comello – Ci vediamo quando è buio – 3:47 (Fabio Serri, Daniele Luppino, Lodovica Comello)

Durata totale: 44:26

### Edizione deluxe
La versione deluxe contiene cinque brani in più. Le prime dodici canzoni sono ordinate allo stesso modo di quella standard:
1. Lodovica Comello – Il mio amore è appeso a un filo – 3:51 (Fabio Serri, Fabio Zacco, Daniele Luppino, Lodovica Comello) – Versione in lingua italiana di Mi amor pende de un hilo
2. Lodovica Comello – Tutto il resta non conta – 3:29 (Fabio Serri, Daniele Luppino, Lodovica Comello) – Versione in lingua italiana di Todo el resto no cuenta
3. Lodovica Comello – Vado – 3:46 (Fabio Serri, Daniele Luppino, Lodovica Comello) – Versione in lingua italiana di Vuelvo
4. Lodovica Comello – Io non cado più – 3:40 (Fabio Serri, Daniele Luppino, Lodovica Comello) – Versione in lingua italiana di No voy a caer
5. Lodovica Comello – Libro bianco – 3:39 (Fabio Serri, Daniele Luppino, Lodovica Comello) – Versione in lingua italiana di Historia blanca

### Edizione polacca
1. Lodovica Comello (feat. Szymon Chodyniecki) – Sin Usar Palabras / Bez Słów – 3:06 (Fabio Serri, Fabio Zacco, Daniele Luppino, Lodovica Comello) – Versione in lingua polacca di Sin Usar Palabras

## Personale
- Lodovica Comello - voce
- Max Elli - chitarra, basso
- Stefano Marazzi - batteria
- Fabio Serri - pianoforte, tastiera, programmazione, chitarra aggiuntiva

## Meet & Greet
Per pubblicizzare l'album, la cantante ha tenuto degli incontri per autografare il disco.
| Data             | Città      | Stato  | Negozio                  |
| ---------------- | ---------- | ------ | ------------------------ |
| Europa           |            |        |                          |
| 2 febbraio 2015  | Roma       | Italia | Discoteca Laziale        |
| 5 febbraio 2015  | Varese     | Italia | Mondadori                |
| 8 febbraio 2015  | Milano     | Italia | Mondadori                |
| 12 febbraio 2015 | Torino     | Italia | Corte della Ristorazione |
| 2 marzo 2015     | Palermo    | Italia | Mondadori                |
| 12 marzo 2015    | Udine      | Italia | Angolo della musica      |
| 21 marzo 2015    | Barcellona | Spagna | Teatro Barts             |
| 28 aprile 2015   | Bilbao     | Spagna | Teatro Campos Eliseos    |

## Classifiche
| Classifica (2015) | Posizione massima |
| ----------------- | ----------------- |
| Italia            | 13                |
| Polonia           | 11                |
| Portogallo        | 10                |
| Spagna            | 81                |

## Date di pubblicazione
| Paese     | Titolo   | Data di uscita   | Note         |
| --------- | -------- | ---------------- | ------------ |
| Italia    | Mariposa | 3 febbraio 2015  | [ 15 ]       |
| Argentina | Mariposa | 11 febbraio 2015 | [ 6 ] [ 17 ] |
| Messico   | Mariposa | 26 febbraio 2015 | [ 27 ]       |
| Spagna    | Mariposa | 3 marzo 2015     | [ 28 ]       |
| Israele   | Mariposa | 3 marzo 2015     | [ 29 ]       |
| Polonia   | Mariposa | 14 aprile 2015   | [ 18 ]       |

## Accoglienza
L'album è stato accolto positivamente. Silvia Marchetti per il sito culturaeculture.it dichiara al riguardo delle canzoni: "si distinguono per originalità e intensità tracce come "Un viaggio intorno al mondo" [..] e "Un posto libero" [..]. L'estensione vocale è da brividi in certi pezzi, prova che la ragazza è cresciuta e si è tolta inibizione e insicurezze".